# El Gringo
Pour les articles homonymes, voir Blue.
Pour plus de détails, voir Fiche technique et Distribution.
El Gringo (Blue) est un western américain réalisé par Silvio Narizzano et Yakima Canutt, avec Terence Stamp, Joanna Pettet, Karl Malden.

## Synopsis
Tous les mexicains ne se sont pas remis de l'annexion d'une partie du Mexique par les États-Unis. L'indépendance des nouveaux États continue de provoquer la fureur de bandes devenues marginales. La bande d'Ortega commet des pillages. Les trois fils d'Ortega font partie d'une expédition menée contre un village proche de la frontière mexicaine. Avec eux, Azul (ainsi nommé du fait de ses yeux bleu), un jeune homme blond recueilli jadis et élevé par Ortega. Azul sauve d'une tentative de viol la fille du docteur en tuant l'un des fils d'Ortega. Un autre des fils Ortega sera tué durant leur fuite par les habitants, tandis que blessé et échappant à ses poursuivants, Azul revient se réfugier dans la maison du docteur. Ce dernier le sauve, et la jeune femme tombe amoureuse de cet homme étrange.
Le jeune homme s'installe dans la ferme. Mais un voisin jaloux le soupçonne d'être un des membres de la bande de pillards. Azul résiste à la provocation. Mais quelque temps plus tard, c'est Ortega qui revient le chercher. Tandis qu'Azul est partagé entre la reconnaissance qu'il a pour Ortega et l'amour qui l'emporte vers la jeune femme, les deux hommes en viennent aux mains. C'est la rupture. Le chef de bande promet de revenir massacrer tout le monde.
Azul conduit les habitants menacés dans l'organisation d'un piège où toute la bande mexicaine va tomber. Ils triompheront, mais Azul n'en reviendra pas, il tombe sous la balle d'un mexicain alors que traversant le fleuve il portait le corps de son "père adoptif" afin de l'enterrer en terre mexicaine.

## Distribution
- Terence Stamp (VF : Jean Lagache) : Azul (Blue en VO)
- Joanna Pettet (VF : Julia Dancourt) : Joanne Morton
- Karl Malden (VF : Jean-Henri Chambois) : Docteur Morton
- Ricardo Montalban (VF : William Sabatier) : Ortega
- Anthony Costello (VF : Daniel Gall) : Jess Parker
- Joe De Santis (VF : Louis Arbessier) : Carlos
- James Westerfield (VF : Serge Nadaud) : Abe Parker
- Stathis Giallelis (VF : Sady Rebbot) : Manuel
- Carlos East (VF : Jacques Deschamps) : Xavier
- Sara Vardi : Inez
- Robert Lipton (VF : Gérard Hernandez) : Antonio
- Kevin Corcoran : Rory Calvin
- Ivalou Redd : Helen Buchanan
- Dorothy Konrad : Alma Wishoff
- Helen Kleeb : Elizabeth Parker
- Michael Bell : Jim Benton
- Wes Bishop : Le colon
- Marian Mason : Mrs. Kramer
- Alma Beltrand : La propriétaire de la cantine
- Sally Kirkland : Sara Lambert
- Peggy Lipton : Laurie Kramer
- Jerry Gatlin : Wes Lambert
- William Shannon : Le chef de la police
- Michael Nader : L'assassin mexicain

## Fiche technique
Sauf indication contraire, les informations mentionnées dans cette section peuvent être confirmées par la base de données cinématographiques IMDb,  présente dans la section « Liens externes ».
- Titre français et québécois : El Gringo[1]
- Titre original anglais : Blue
- Réalisation : Silvio Narizzano et Yakima Canutt
- Assistant réalisateur : Joseph Lenzi
- Scénario : Ronald M. Cohen et Meade Roberts
- Musique : Mános Hadjidákis
- Société de distribution : Paramount Pictures
- Pays d'origine : États-Unis
- Langue : anglais
- Genre : Western
- Durée : 90 min
- Date de sortie :
  - États-Unis : 10 mai 1968
  - France : 27 septembre 1968[1]